# Phlebia verruculosa
Phlebia verruculosa är en svampart som beskrevs av Hjortstam & Ryvarden 1980. Phlebia verruculosa ingår i släktet Phlebia och familjen Meruliaceae.   Inga underarter finns listade i Catalogue of Life.